# Колар, Маркус
Маркус Колар (нем. Markus Kolar; род. 12 октября 1984, Вена) — австрийский гандболист, играющий на позициях левого полусреднего и разыгрывающего. Бессменный игрок команды «Фиверс Маргаретен» с 2003 года, выступает также за сборную Австрии. Чемпион Австрии, дважды обладатель Кубка Австрии.